# Enterorafia
Il termine medico enterorafia indica la sutura di un'ansa intestinale in qualche modo lesionata. 

## Primi tentativi
Alquanto lungo e travagliato fu il percorso che la chirurgia dovette affrontare prima di rinvenire una tecnica chirurgica che migliorasse le possibilità di sopravvivenza del paziente sottoposto a sutura dell'intestino.
Fra le varie e fantasiose tecniche proposte, quella ideata dal chirurgo pugliese Nicola D'Apolito, praticata poi dalla scuola napoletana del 1800, riscosse un notevole successo scatenando l'invidia francese dell'Académie Royale des Sciences. Egli realizzò la sutura intestinale cosiddetta a tempo, un metodo di sutura chirurgica continua che mirava a far combaciare perfettamente e in maniera persistente le sierose dei lembi recisi della parete intestinale.

## Descrizione del metodo
Lo stesso D'Apolito, in merito al suo sistema di enterorafia, scrisse:
Dato il primo punto di sutura nella medesima direzione da dove è uscito il primo punto, si conficcherà l’ago all’altro lembo dall’esterno all’interno una linea al di là dell’orlo sanguinante e similmente lo farà uscire dall’interno all’esterno tre linee dal punto di partenza alternativamente ora all’uno ora all’altro lembo si proseguirà la sutura finché sorpassi più di due linee l’altro angolo della ferita affinché non resti alcuna fessura con la quale possa affettuarsi traversamento stercoraceo. Ben si comprende che ogni punto di sutura interessa solo un lembo della ferita dell’intestino. Compiutasi la sutura, uno dei capi del cordoncino si affidi allo aiutante, l’altro lo terrà il chirurgo con la mano sinistra; stirando in senso inverso e il chirurgo e l’aiuatante i due capi del cordoncino, si vedranno subito gli orli sanguinanti svolgersi verso dentro e le sierose poste a combaciamento perfetto. Allora si tagli il capo del cordoncino circa tre linee dall’ultimo punto di sutura; l’altro, dopo aver ridotto in cavità l’ansa intestinale, si affidi fuori le pareti addominali con qualche empiastro adesivo. A capo di 48 ore, quando vi è ragione di credere di essersi effettuata l’adesione, la presenza del cordoncino essendo non solo inutile ma nocivo, se ne farà l’estrazione tirando dolcemente il capo lasciato espressamente fuori della ferita delle pareti addominali. Nella recisione trasversale compiuta dell’intestino o che una porzione di esso sia stata asportata, si richiede per parte del chirurgo maggiore destrezza quantunque la sutura sia la medesima»
(Nicola D'Apolito)

## L'opinione dell'autore sulle tecniche contemporanee
Il chirurgo d'Apolito criticava fortemente le tecniche di enterorafia dell'epoca poiché tendevano tutte ad aggredire l'intestino, esportandone una parte, e a creare un ano artificiale. Per il chirurgo pugliese il metodo dell'ano artificiale, in casi in cui è possibile evitarne l'utilizzo come per l'ernia incarcerata e le ferite all'addome, era un “cimentare” la vita di un infermo mediante operazioni molto rischiose e con poche probabilità di successo, che nella maggior parte dei casi portano ad una morte lenta e dolorosa dei pazienti, preceduta da “infiammazioni, o passioni iliache, o vomito delle fecce..”